# 宇宙世紀的企業列表
宇宙世紀的企業列表是日本動畫「機動戰士GUNDAM系列」中，宇宙世紀紀元所出現的架空企業列表。其中有些雖和現實存在的企業同名，但沒有直接關聯。

## 解說
GUNDAM系列中出現的企業，基本上有２大類型。一種為對此系列有興趣的愛好者們所做出的非正式後續設定；另外一種則是GUNDAM系列製作群所做出的追加設定，也稱做官方設定。

## 吉翁系企業

### ZEONIC
Zeonic企業（ジオニック社），中譯吉翁尼克，是位於吉翁公國的工業企業，開發出人類史上第一架被稱做機動戰士兵器的企業。
不過其企業在一年戰爭結束後，被阿納海姆電子公司吸收合併。
吉翁尼克在最初的由公國軍主持的新型兵器開發公司的招標會議中，以作業用MS所改良的人型巨大兵器，而取得了首批機動戰士開發生產契約。也成為公認持有最高基本研究技術的MS開發企業。代表作品有ZAKU、MS-07GOUF，以及大戰末期的吉翁軍主力MS-14GELGOOG。
關於設定變動
原始字母拼法為ZIONIC，但隨著後期吉翁公國的字母拼法修正，此公司名稱也改為ZEONIC。

### ZIMMAD
Zimmad企業（ツィマッド社），另外一間製造開發MS的重點公司。
主要開發產品為機動戰士的推進系統，但是在初期的機動戰士開發招標競賽中敗給了Zeonic而成為提攜企業，但是後來大戰期間與吉翁尼克社共同合作，協助改良現有的Zeonics出產兵器。代表作品有初期的Zudah，改良後的高機動型ZAKU及MS-09DOM改良後能適應宇宙的MS-09R (RICK DOM)。
而在一年戰爭終結後，本社一大部分也與阿納海姆電子公司合併，負責改良吉翁公國敗戰後改為共和國體制時所保有的吉翁系兵器。

### MIP社
MIP社（エム・イー・ペー社）是與Zeonic、Zimmad公司齊名的3大支撐吉翁公國重工業之一的軍事企業。
除了協助研究開發機動戰士，本公司的研發重點在於機動裝甲，原因在於機動裝甲的原型試作機MIP-X1也在當時的機動戰士開發招標競賽敗北，因而改變研發方向。而後公司擁有了相當程度的MA開發技術後，便參與水陸2用機動戰士的開發。代表作品為MSM-07Z'GOK、ADZAM、ZAKRELLO。
然後在一年戰爭終結後，MIP社陷入財務危機，公司規模大幅縮小而成為阿納海姆電子公司的子公司。

### ZWINEMN
ZWINEMN（スウィネン社）是吉翁公國的土木工程相關機械生產的專門廠商，在一年戰爭中只參與的水陸用MS－MSM-04ACGUY的開發。但是也有資料記載著，ACGUY並非本公司開發，因此這家公司的在戰爭時的存在性遭到質疑。

### 其他

#### 普通企业
星冈（ホシオカ）
是漫画《Developers 机动战士GUNDAM Before One Year War》中出现的企业。

## 联邦系企業

### HERVIC
HERVIC公司（ハービック社）主要從事生產開發地球联邦軍的飛行兵器及軍用機。在實施「V作戰」之後接受的主要產品訂單則為MOBILE SUIT的支援戰機為主，例如G-FIGHTER、SABERFISH、TINcod、核心戰機等等。

### Vic Wellington
Vic Wellington（ヴィックウェリントン社）同樣也是联邦軍用機的生產開發商。也參與戰艦和MS的開發。
V社和H社2方始終競爭著飛機訂單的市場，然而在H社被合併後，Vic Wellington的競爭對手變為AE。
Vic Wellingtoｎ在MS開發方面並未參與試作用高性能MS，始終是協助量產型相關兵器的開發。不過依照『MOBILE SUIT VARIATION'的記載，從一年戰爭開始之前，V社已是联邦軍最大的兵器供應商，也因此之後為了維持新型兵器和MS相關開發的資金效率，所以V社接手的是量產型的MS，而不是擁有全新設計的試作型MS。
但是在UC.0087的格利普斯戰役之後，連邦將主要兵器供應商更改為阿納海姆電子公司，V社因此規模縮小，開始只限於生產MS基本零組件為主的MS製造商。
不過在第二次新吉翁抗爭時联邦軍的拉・凱拉姆級機動戰艦則是完全委託V社設計建造。

### 其他联邦系企業
- サムソニシム社（SAMSONYSIUM） - 連邦系MS的關節部驅動馬達製造。
- タキム重工（TAKIM） - 製造連邦軍MS的核融合動力爐以及光束軍刀的光束發生器。
- ボウワ社（BOWER） - 一年戦爭中，MS用光束步槍的製造廠商；UC.0083時GP系列的beam rifle也是。
- ビスト財団（ Vist Foundation） - 持有拉普拉斯之箱，因而對地球聯邦有很大的影響力，已知擁有一座殖民衛星（工業七號），和聯邦軍合作修復格利普斯紛爭中的殖民衛星雷射砲（格利普斯2）；U.C 0096年，委託阿納海姆電子產業聯合作生產RX-0獨角獸鋼彈、獨角獸鋼彈 2號機 報喪女妖和MSN-06S新安洲。

## 一年戰爭後的主要企業

### 阿納海姆電子公司
阿納海姆電子公司（日語：アナハイム・エレクトロニクス），縮寫為「AE」，業務遍及電子、電器機械製作發行、以及軍用兵器開發的多重業務企業，設定上本部位於地球北美的阿納海姆，但之後以月球為主要據點。
從UC0079的一年戰爭開始正式發展軍需產業，參與地球聯邦軍機動戰士和宇宙戰艦的開發與量產。之後與聯邦政府關係緊密而有極大的政治影響力，壟斷著聯邦的軍需產業。《0083》、《Z》和《ZZ》等多部鋼彈作品的主角機都是AE製，甚至劇場版《逆襲的夏亞》中隆德·貝爾和新吉翁雙方的王牌機動戰士「ν 鋼彈」與「沙薩比」均來自AE。

#### Ζ計劃
Ζ計劃為阿納海姆GUNDAM開發計劃的子計劃，目標為開發出一系列具強大戰力的可變形MS。目標的MS「MSZ-006 Z GUNDAM」，副產品「MSA-005 梅塔斯」及「MSN-00100 百式」等機型。

### S.N.R.I
S.N.R.I（日語：サナリィ），正式名稱為海軍戰略研究所 ，由「Strategic Naval Research Institute」縮寫成「S.N.R.I」。從劇場版《機動戰士GUNDAM F91》開始在相關作品中出現。
在UC前以宇宙島建設起家，到UC0102年發起機動戰士小型化計畫後才正式投入軍事用機動戰士開發，在UC0111年以「F90」打敗阿納海姆電子公司的「MSA-0120」，在地球聯邦軍次世代主力機動戰士競標中贏得勝利。劇場版《機動戰士GUNDAM F91》的主角機「F91」和漫畫《機動戰士海盜GUNDAM 》的主角機「海盜GUNDAM（F97）」均出自此公司之手。

## 公營企業（公社）
此處的公營企業主要為2種：特定政府所屬之企業或是非政府組織。
- 殖民地公社（コロニー公社）
- 木星船團（木星船団公社）
- 宇宙运输公社（宇宙引越公社，PCST，Public Corporation of Space Transport[2]）

## 其他企业
卢欧商会/罗氏商会（ルオ商会）